# تقييم مركز باستخدام التصوير بالموجات فوق الصوتية في حالة الإصابات
التقييم المركّز باستخدام التصوير بالموجات فوق الصوتية في حالة الإصابات (المختصر عادةً بـ FAST) هو فحص سريع بالموجات فوق الصوتية يُجرى بجانب السرير من قبل الجراحين، وأطباء الطوارئ، والمسعفين كاختبار فحصي للدم حول القلب (الانصباب التاموري) أو الأعضاء البطنية (تدمي الصفاق) بعد الإصابة. يوجد أيضًا التقييم المركز المُوسع باستخدام التصوير بالموجات فوق الصوتية في حالة الإصابات (eFAST) الذي يتضمن بعض المشاهد الإضافية بالموجات فوق الصوتية لتقييم استرواح الصدر. قد يكون مفيدًا قبل إجراء اختبارات أكثر دقة مثل التصوير المقطعي المحوسب في حالة إصابة مستقرة.
المناطق الأربعة النموذجية التي تُفحص فيها السوائل الحرة هي المساحة المحيطة بالكبد (بما في ذلك جيب موريسون أو الردب الكبدي الكلوي)، والمساحة المحيطة بالطحال، والتامور، والحوض. بهذه التقنية، من الممكن تحديد وجود كميات متوسطة إلى كبيرة من السوائل الحرة داخل البطن أو حول القلب. في سياق الإصابات الناتجة عن الصدمات، تتشكل هذه السوائل عادةً بسبب النزيف. يعد فحص الفاست ضعيفًا في اكتشاف كميات صغيرة من السوائل الحرة.

## الاستطبابات
تشمل أسباب إجراء فحص الفاست أو الإي فاست ما يلي:
1. إصابة بطنية غير حادة.
2. إصابة بطنية نافذة.
3. إصابة صدرية غير حادة.
4. إصابة صدرية نافذة.
5. إصابة غير محددة (انخفاض ضغط الدم).[3]

## مضادات الاستطباب
على الرغم من أن الفاست أو الإي فاست يُجرى باستخدام الأشعة فوق الصوتية، فإنه يوجد خطرًا ضئيلًا جدًا على المريض لأن الأشعة فوق الصوتية تصدر فقط موجات صوتية وتُسجل الصدى لإنشاء صورة. أكثر مضادات الاستطباب شيوعًا هي تأخير الحصول على تصوير أكثر دقة أو الرعاية النهائية مثل التدخل الجراحي لدى المريض غير المستقر من ناحية ديناميكا الدم (حركة تدفق الدم).

## التقييم المُركز المُوسع باستخدام التصوير بالموجات فوق الصوتية في حالة الإصابات
يفحص الإي فاست كلا الرئتين من خلال إضافة الموجات فوق الصوتية الصدرية الأمامية الثنائية إلى فحص الفاست. وهذا يسمح بالكشف عن استرواح الصدر مع غياب «انزلاق الرئة» و«أثر ذيل المذنب» الطبيعي (الملاحظ على شاشة الموجات فوق الصوتية). بالمقارنة مع تصوير الصدر بالأشعة السينية في وضع الاستلقاء، فإن التصوير بالموجات فوق الصوتية بجانب السرير يتمتع بحساسية أعلى (49–99% مقابل 27–75%)، ونوعية مماثلة (95–100%)، ويمكن أن يتم في أقل من دقيقة، ما يجعله مناسبًا تمامًا للأوضاع التي لا يتوفر فيها الوصول السريع إلى فحوصات أكثر دقة مثل المسح باستخدام التصوير المقطعي المحوسب. أثبتت عدة دراسات مستقبلية حديثة صحة استخدام التصوير بالموجات فوق الصوتية في سياق إنعاش الصدمات، وأظهرت أيضًا أن الموجات فوق الصوتية يمكن أن توفر تقديرًا دقيقًا لحجم استرواح الصدر. على الرغم من أن الأشعة السينية أو التصوير المقطعي المحوسب غالبًا ما يكون ممكنًا، فإن الكشف الفوري عن الاسترواح الصدري بجانب السرير يؤكد غالبًا نتائج جسدية غامضة لدى المرضى غير المستقرين، ويقود إلى تفريغ الصدر الفوري.
بالإضافة إلى ذلك، عند المريض الذي يخضع للتهوية بالضغط الإيجابي، قد يسهم اكتشاف استرواح الصدر «الكامن» قبل إجراء فحص التصوير المقطعي المحوسب في تسريع العلاج ومن ثم منع حدوث استرواح الصدر التوتري، وهو مضاعفة قاتلة إذا لم تعالج فورًا، وتُدهور الحالة في غرفة الأشعة (في جهاز التصوير المقطعي المحوسب).

### مناطق الفحص
يوجد خمس مناطق لفحص الإي فاست:
1. الربع العلوي الأيمن من البطن (حول الكبد). يُفحص الربع العلوي الأيمن من طريق تحريك المسبار على طول خط منتصف الإبط بدءًا من الضلع الثامن الأيمن إلى الضلع الحادي عشر. يهدف هذا الفحص إلى اكتشاف السوائل الحرة حول الكلية والكبد.
2. الربع العلوي الأيسر من البطن (محيط الطحال). يُفحص الربع العلوي الأيسر من طريق تحريك المسبار على طول خط منتصف الإبط بدءًا من الضلع الثامن الأيسر إلى الضلع الحادي عشر. يهدف هذا الفحص إلى اكتشاف السوائل الحرة حول الكلية والطحال.
3. رؤى الحوض (المحور الطولي والمحور العرضي). تساعد الرؤية فوق العانة على تقييم وجود سائل حر في تجويف الحوض.
4. الرؤية القلبية. يُقيّم الجزء التاموري باستخدام الرؤية أسفل الرهابة (جزء صغير من عظم القص أسفل الصدر).
5. صور الرئة (اليمنى واليسرى، والمحور الطولي). تساعد هذه الصور النهائية على تحديد وجود استرواح الصدر.[7]

### النتائج
يوفر الإي فاست لأطباء الطوارئ أو الجراحين القدرة على تحديد ما إذا كان المريض يعاني من استرواح الصدر، أو تدمي الصدر، أو انصباب جنبي، أو كتلة/ورم، أو جسم غريب محصور. يسمح الفحص برؤية النسيج المولد للصدى، والأضلاع، ونسيج الرئة. توجد بعض العلامات الشعاعية المهمة في أي إصابة، وتشمل علامة الستراتوسفير، وعلامة الانزلاق أو علامة الشاطئ، وعلامة الجيب.
علامة الستراتوسفير هي نتيجة طبية سريرية في التصوير بالموجات فوق الصوتية، تظهر عادةً في فحص الإي فاست وقد تُثبت وجود استرواح الصدر. العلامة هي نتيجة تصويرية باستخدام مسبار موجات فوق صوتية بتردد 3.5-7.5 ميغاهيرتز في الفراغات بين الأضلاع الرابعة والخامسة في خط الترقوة الأمامي باستخدام وضع M في الجهاز. تُرى هذه النتيجة في تتبع وضع M كأنسجة جنبية ورئوية غير قابلة للتفريق كخطوط هايبر إيكوجينية خطية وهي موثوقة إلى حد ما في تشخيص الاسترواح الصدري. على الرغم من أن علامة الستراتوسفير قد تكون مؤشرًا على الاسترواح الصدري، لكن لا يعني غيابها استبعاد الاسترواح الصدري، إذ يتطلب التشخيص النهائي عادةً الأشعة السينية أو الأشعة المقطعية للصدر.
علامة الشاطئ هي نتيجة أخرى لفحص الإي فاست، والتي تكون عادةً في الرئتين في وضع M وتظهر صدى الغدة الرئوية بجانب المظهر الخطي للغشاء الجنبي الحشوي. هذه العلامة هي نتيجة طبيعية. في حال عدم وجود علامة الشاطئ أو وجود علامة الستراتوسفير، يُرجح وجود استرواح صدري. تعد خطوط B أو «أثر المذنب» انعكاسات لامعة خطية تحت الغشاء الجنبي وعادةً ما تختفي مع أي هواء بين المسبار ونسيج الرئة، وبالتالي فإن وجودها مع علامة الشاطئ يدل على عدم وجود استرواح صدري.
تشير علامة الجيب إلى اكتشاف آخر في وضع M إذ تشير إلى وجود انصباب جنبي. بسبب الحركة الدورانية للرئة في أثناء الشهيق والزفير، يظهر تصوير الحركة الزمنية (وضع M) بالموجات فوق الصوتية شكلًا جيبيًا بين السائل والسطح النسيجي. تشير هذه النتيجة إلى احتمال وجود انصباب جنبي أو دبيلة أو دم في التجويف الجنبي (تدمي الصدر).